# Tau
Az tau (Τ τ) a görög ábécé tizenkilencedik betűje, a t betű és hang. 

## A τ betűhöz kapcsolódó fogalmak
- Tau-lepton, elemi részecske jele a részecskefizikában
- Nyírófeszültség, jele a mechanikában
- Ramanujan-féle tau-függvény, a számelmélet területén
- Lánczos Kornél taumetódusa, approximációelmélet
- Tau (biokémia), protein
- Tau időállandó az elektronikában (RC-kör)
- A {\displaystyle \mathbf {v} } vektorral való eltolást {\displaystyle \tau _{\mathbf {v} }}-vel jelöljük.
- A Tau kereszt vagy Antalkereszt a latin kereszt egyik változata.
- Tau birodalom a Warhammer 40000 Univerzumban